# Cincinnati Comellos
I Cincinnati Comellos furono una squadra professionistica di pallacanestro attiva nella National Basketball League nella sola stagione 1937-1938.
Iniziarono il campionato con il nome di Richmond King Clothiers e avevano sede a Richmond (Indiana); il 5 gennaio 1938 la squadra fu trasferità a Cincinnati in Ohio.

## Stagioni
| Stagione | Lega | Denominazione                     | V | P | %    | Piazzamento | Play-off |
| -------- | ---- | --------------------------------- | - | - | ---- | ----------- | -------- |
| 1937-38  | NBL  | Richmond K.C./Cincinnati Comellos | 3 | 7 | 30,0 | 5º          | -        |